# Gonia contumax
Gonia contumax är en tvåvingeart som beskrevs av Brooks 1944. Gonia contumax ingår i släktet Gonia och familjen parasitflugor. Inga underarter finns listade i Catalogue of Life.